# ナポレオン戦記
『ナポレオン戦記』（ナポレオンせんき）は、1988年3月18日にアイレムが発売したファミリーコンピュータ用のゲームソフトである。

## 概要
フランス皇帝ナポレオン・ボナパルトに代わってフランス軍を率いヨーロッパ諸国を平定するシミュレーションゲーム。リアルタイム制で進み、各部隊は一定時間毎に一マスずつ進むので進行方向を変えながら、中立部隊、兵器マスに止まり兵を補強、町のマスに留まり歩兵を増強する。敵部隊とぶつかると戦闘になり、最終的に敵本拠地にいる司令官を討ち果たせばシナリオクリア、ラストシナリオのライプチヒの戦いを勝利すればエンディングとなる。一回だけ敗北しても敗者復活シナリオ「ワーテルローの戦い」をクリアすれば再び敗れたシナリオに戻り再戦となる。

## ストーリー
1.イタリア遠征
フランス政府は3年近く攻め続け未だ戦果が挙げられず手を焼いていた北ローマのイタリア軍の殲滅をナポレオンに命ずる。ここからナポレオン戦争の幕が挙がる。
2.エジプト遠征
外交政治の実権を握ったナポレオンは東地中海及び西インド諸島を支配しているイギリスの勢力を打破し制海権を脅かすためエジプトを襲撃する。
3.アウステルリッツの戦い
トラファルガーの海戦で敗れたナポレオンは得意の陸上戦で名誉回復を図ろうと同盟国のバイエルンに援軍を差し向ける。
4.スペイン遠征
制海権を奪われ戦争ではイギリスには勝ち目は無いと見るやナポレオンは外交で制しようと大陸封鎖令を発令、しかし封鎖令を受け入れフランスに屈しようとしないスペインにナポレオンは討伐の兵を挙げる。
5.オーストリア戦争
スペインを倒しヨーロッパ大陸からイギリスの締め出しには成功した。しかし経済危機に瀕したロシアが令を破りイギリスに援助を求めていた。ナポレオンはロシア打倒を宣言しその前哨戦として前方に立ちふさがるオーストリアに侵攻する。
6.ロシア遠征
イギリスを完全に孤立させるためフランスはロシアに一大決戦を挑む。
7.ライプチヒの戦い
ロシアを倒したフランス軍だったがオーストリア・プロイセンによる第六次対仏大同盟に帰路を阻まれた。フランスはヨーロッパ統一を果たすため同盟に最終決戦を挑む。
8.ワーテルローの戦い（敗者復活シナリオ）
戦いに敗れたナポレオンはエルバ島に幽閉された。しかし、フランス内乱のどさくさに乗じ近衛兵の手引きにより島を脱出、皇帝に復帰した。「ナポレオン還る」の報を聞いたヨーロッパ諸国は今度こそナポレオンを潰すため兵を挙げる。

## 登場キャラクター
歩兵
1番能力の低い質より量の部隊。マップ上の街マスに止まれば兵を徴用できる。
鉄砲兵
一定時間毎に鉄砲を撃ち、敵兵を攻撃する。鉄砲が味方に当たってもダメージを負わない。
砲兵
鉄砲兵と同じく一定時間毎に砲弾を放ち、着地点とその周りの部隊を攻撃する。前進と停止の命令しか下せず、砲弾は味方部隊に当たると味方にも被害が出る。雨と雪の天候時には砲撃が出来ない。
工兵
手につるはしを持った兵。フィールド上にある岩などの障害物を破壊する。防御力が高く壁役としても重宝する。
騎兵
馬に乗った兵。敵部隊に突撃し突破口を作るのが主な役目。前後しか動けず止まる事ができない。
下士官
歩兵より少し高い能力を持つ。
士官
攻撃、防御とも最強の能力を持つ。
司令官
大将。彼が倒されると敗北。

## 評価
ゲーム誌『ファミコン通信』のクロスレビューでは合計28点（満40点）、『ファミリーコンピュータMagazine』の読者投票による「ゲーム通信簿」での評価は以下の通りとなっており、16.11点（満30点）となっている。
| 項目 | キャラクタ | 音楽 | 操作性 | 熱中度 | お買得度 | オリジナリティ | 総合  |
| 得点 | 2.73       | 2.67 | 2.53   | 2.79   | 2.58     | 2.81           | 16.11 |